# Paolo Ciulla
(dichiarazione di Paolo Ciulla durante il processo, novembre 1922)
Paolo Ciulla (Caltagirone, 19 marzo 1867 – 1º aprile 1931) è stato un falsario, fotografo e incisore italiano.

## Biografia
Nato a Caltagirone in provincia di Catania subito dopo l'unità d'Italia, studiò inizialmente arte a Roma dove cercò d'intraprendere la carriera di docente presso l'Accademia di Belle Arti.

### Esilio
Fra la fine dell'Ottocento e gli inizi del novecento fu costretto all'esilio, probabilmente a causa delle simpatie anarchico-socialiste diffusesi anche a seguito dei Fasci siciliani. Nel suo girovagare passò da Roma e giunse a Parigi, dove frequentò l'ambiente artistico di Montmartre sino al 1910 e dove conobbe, fra gli altri, Picasso e Modigliani. Sulle sue avventure si mescolano spesso romanzo e realtà, specie per il periodo successivo, quando lasciò l'Europa per trasferirsi a Buenos Aires. Nel periodo argentino visse dapprima come aiutante di un fotografo, quindi tentò la falsificazione dei pesos per ribellarsi a una repubblica che sentiva "falsa". Scoperto, fu internato in un manicomio dove rimase sino al 1916.

### Il ritorno in Sicilia
Tornato successivamente in Sicilia, deluso dalla sua esperienza in giro per il mondo e desideroso di un riscatto, Ciulla decise di mettere a frutto la sua innata capacità nel miscelare i colori divenendo uno dei maggiori falsari della storia. La sua falsificazione delle banconote da 500 lire fu così perfetta che ne poté produrre migliaia prima che qualcuno, a Catania, s'accorgesse della contraffazione. La falsificazione avvenne nel periodo compreso fra la primavera del 1920 e l'autunno del 1922. Ciulla lavorava da solo ed era divenuto molto esperto nella produzione delle banconote, ma allo stesso tempo gli acidi lo avevano reso quasi cieco. La stima della banconote contraffatte fu di circa ventimila unità, di una tale perfezione che anche i periti della Banca d'Italia ne riconobbero la qualità. 

#### Arresto e condanna
Fu scoperto da una regia guardia, Elia Gervasi, solo perché, spinto da filantropia e da un'ansia di ricerca di riscatto sociale, iniziò a distribuire e a far recapitare, a casa di migliaia di famiglie poco abbienti, biglietti falsi senza mittente. 
Fu arrestato il 17 ottobre del 1922: il processo gli inflisse una condanna a cinque anni, che scontò fino al 1927.